# Braux (Côte-d'Or)
Braux is een gemeente in het Franse departement Côte-d'Or (regio Bourgogne-Franche-Comté) en telt 167 inwoners (1999). De plaats maakt deel uit van het arrondissement Montbard.

## Geografie
De oppervlakte van Braux bedraagt 13,3 km², de bevolkingsdichtheid is 12,6 inwoners per km².
De onderstaande kaart toont de ligging van Braux (Côte-d'Or) met de belangrijkste infrastructuur en aangrenzende gemeenten.

## Demografie
Onderstaande figuur toont het verloop van het inwonertal (bron: INSEE-tellingen).